# قصر الأسقف (أوراديا)

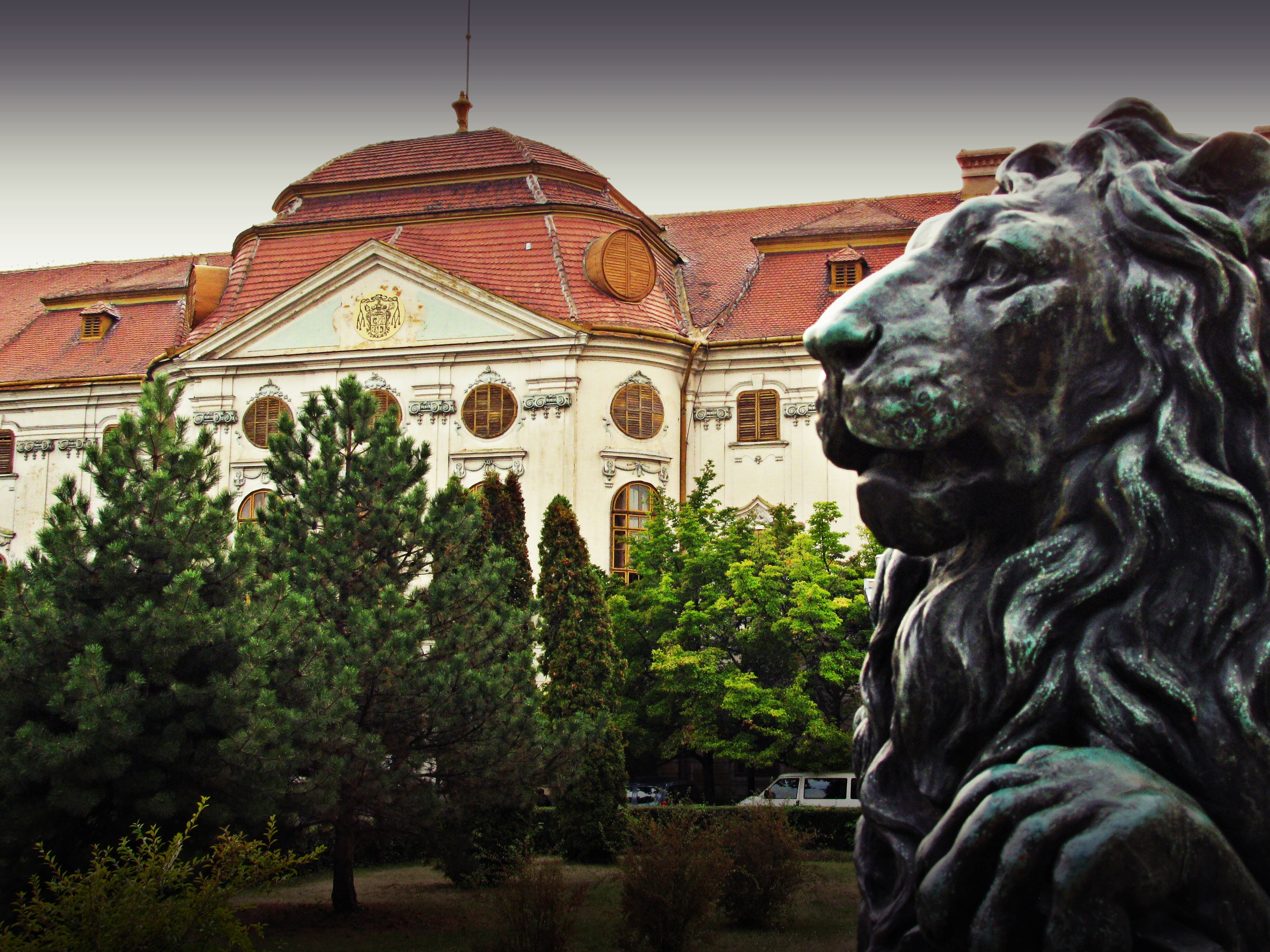
قصر الأسقف في أوراديا.

قصر الأسقف في أوراديا كان مقر أسقف الأسقفية الرومانية الكاثوليكية في مدينة أوراديا في رومانيا. يعتبر أغلب التابعين لهذه الأسقفية من العرقية المجرية من الكاثوليك. بني القصر في عام 1762 وبني على يد البارون الأسقف آدم باتيكيك. في سنة 2003 أسترجعت الأسقفية الرومانية الكاثوليكية في مدينة أوراديا القصر، وتحول المبنى إلى متحف تاريخ الطبيعة.

## مواقع خارجية
- History and pictures of the palace